# Жайилма (Ордабасинський район)
Жайилма́ (каз. Жайылма) — село у складі Ордабасинського району Туркестанської області Казахстану. Входить до складу Торткольського сільського округу.
Населення — 283 особи (2021; 345 у 2009, 376 у 1999, 280 у 1989).